# 大丸東京店
大丸東京店（だいまるとうきょうてん）は、大丸松坂屋百貨店（J.フロント リテイリング）が運営する百貨店である。JR東京駅八重洲口の駅ビル「グラントウキョウ」（東京都千代田区丸の内）に所在する。

## 歴史

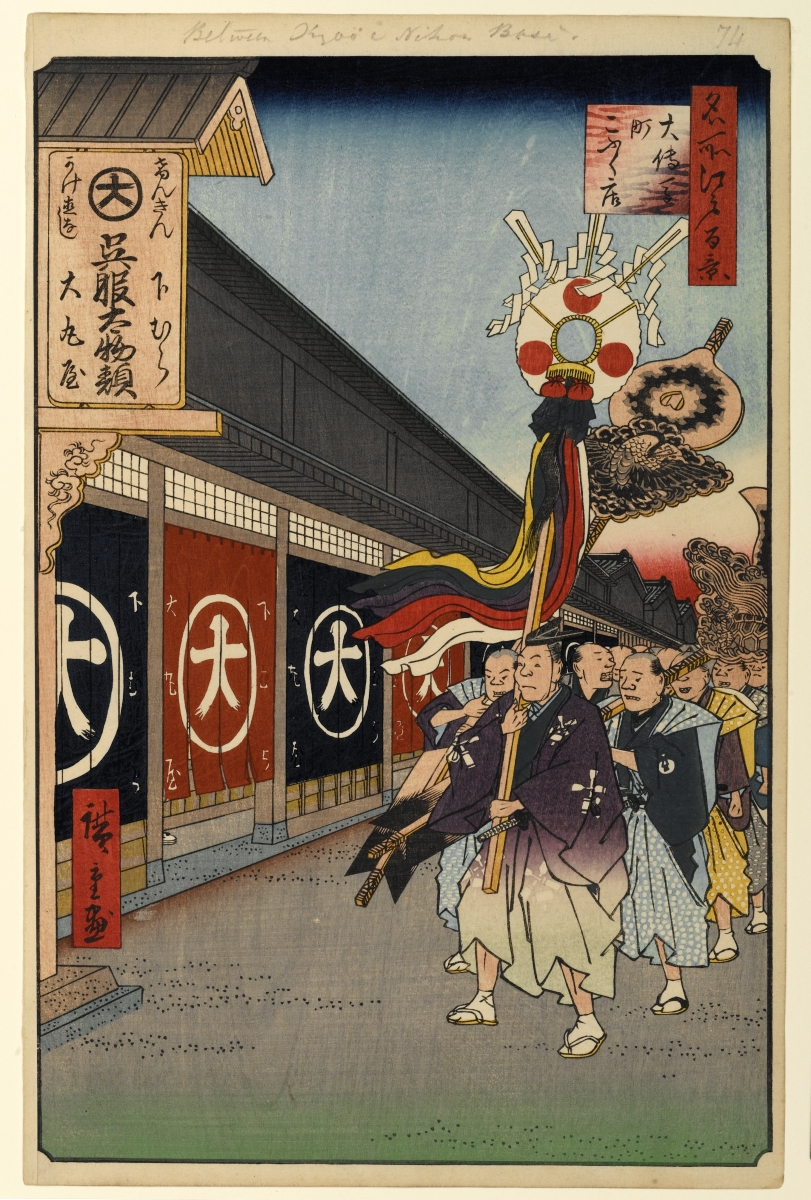
歌川広重の名所江戸百景に描かれた、江戸の大丸屋下村呉服店

### 江戸店
享保2年（1717年）に京都・伏見で創業した大文字屋が初めて江戸に進出したのは寛保3年（1743年）のことであった。創業者の下村彦右衛門の長男正甫は、享保13年（1728年）に開店した名古屋店（）の繁盛ぶりを見て父に江戸進出を進言。正甫が31歳の時、大伝馬町に江戸店（）を開店した。仕入は主に京都で行ったが、寛保元年（1741年）に京都で染め物店の「小紅屋」を買収して加工工程を備えており、江戸で仕入れた品物も京都で仕立てて付加価値をつけて販売することにより、新規参入した江戸の市場でも競争力を付けた。こうして越後屋や白木屋と並ぶ一流の呉服店として繁盛し、開店2年後の延享2年（1745年）と、宝暦5年（1755年）に店舗を拡張。大丸の裏通りは「大丸新道」と呼ばれるようになった。正甫は過労と不摂生のため宝暦2年9月に40歳の若さで死去。京都伏見の海宝寺に葬られたが、江戸店では浅草の実相寺を菩提寺に定めており、石碑が建てられた。その後、実相寺は大田区の池上本門寺に移転している。
嘉永6年（1853年）には、糸や扇、人形などの小間物を扱う糸扇店を併設。幕末に在庫の増加により利益が圧迫されたが、江戸店独自の仕入れを行い、生糸貿易にも進出して打開を図った。江戸時代は信用機関としての役割や、三貨制度による「江戸の金遣、上方の銀遣」と呼ばれた貨幣運用、江戸と上方の間の安全な為替送金のため呉服商が両替商を営むことが少なくなかった。京都店や大阪店は両替店を開業したが、江戸店では呉服商と両替商を兼業で行った。

#### 火事と喧嘩は江戸の華
「火事と喧嘩は江戸の華」とよく言われるが、大丸もたびたび火災に見舞われた。宝暦10年2月6日（1760年3月22日）、芝神明前と神田の2か所から出火した宝暦の大火が初の罹災で、明和9年2月29日の明和の大火、天明6年1月22日、文化3年3月4日の文化の大火、文化12年、天保5年2月7日の甲午火事、弘化2年1月24日の青山火事と江戸時代だけで7度の火事に遭った。火災のあとは売り上げが増加する傾向があり、特に天明6年の火災の翌年は越後屋を抜いて売上日本一の呉服店となった。被災対策として深川の木場別荘には材木を貯蔵して迅速に再建できるよう準備を行った。明治に入ってからも、1873年（明治6年）12月9日に柳原岩井町（現在の神田須田町）から出火した火災で類焼している。

#### 東京店の閉店
1882年（明治15年）に開通した東京馬車鉄道は大伝馬町を通り、大丸にも賑わいをもたらしたが、銀座が発展するにつれ大伝馬町近辺は問屋街の性格を帯びてきた。大丸では銀座尾張町付近に適地を求めたが、折からの業績不振による資金難で移転は実現しなかった。1907年（明治40年）、経営改革のため東京の問屋筋から推挙された杉山義雄を顧問に迎える。1908年（明治41年）1月1日、「株式合資会社大丸呉服店」に組織変更。この時、本店が京都から東京に移った。同年春に、東京店を座売りから近代的な百貨店の販売方法である陳列式に改めるなど改革が行われたが、杉山による急進的な改革には従業員らの反発もあり、1909年2月に杉山は退社した。社長の下村正太郎は、大隈重信に後任を依頼したが引き受けてはもらえなかった。杉山入社以来からの顧問の市島春城の斡旋で東京信託の岩崎一に改革案と融資を依頼。しかし、岩崎の案では金銭面で問題が生じた。大隈の斡旋で日本生命保険社長の片岡直温が大丸の改革を引き受けてくれることになる。苦境下ではあったが、市島春城、戸川残花の両氏の協力を得て元禄から明治にかけての各階級の服装を展示した「時代服展覧会」は1910年3月1日から10日間の会期中、活況を呈した。改革案は片岡に一任されており、その結果東京店と名古屋店を閉店、本店を京都に戻し大阪・神戸の支店を残す3店舗体制とすることが決まった。
1910年10月31日、社員に向け東京店と名古屋店の閉店を発表。翌日には新聞に閉店を知らせる広告を掲載した。11月5日・6日の「謝恩告別売出し」は、皮肉なことに連日満員の盛況であった。

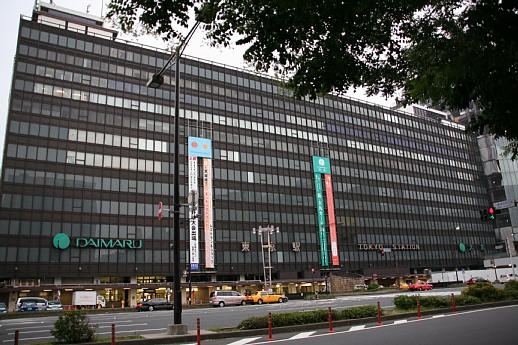
鉄道会館ビル当時の東京店。2006年。

### 東京再進出
東京撤退から10年が経った1920年、6月1日から一週間にわたり銀座の松本楼で出張販売による「謝恩売出し」を行った。「謝恩」のキャッチフレーズや、前年の大阪店全焼の同情などから45万円の売上があり、タイアップした問屋が破綻を免れることにもつながった。1923年3月15日、東京駅前に新たに竣工した丸ノ内ビルヂング6階に東京出張所開設。440坪の小型店ではあるが、大伝馬町から撤退して13年後に再進出を遂げ、紳士服や呉服などの販売、食堂の営業を行った。同年9月1日に発生した関東大震災では、同ビルが耐震構造であったため目立った被害を受けず、修繕・補強工事の期間中に近隣の仮店舗で営業したのち1924年6月1日より同ビルの2階に移った。1933年8月、東京・新宿の「ほてい屋」から出資と経営参加の申し込みがあったが、その隣接地に伊勢丹が開業したことと、大丸社内の準備が整わなかったことから実現しなかった。同じ1933年春には、白木屋との合併話が持ち上がった。1932年夏に堺筋にあった同社大阪店を閉鎖しており、東京進出を目指す大丸との利益が一致していた。主務官庁の認可が下り、1946年8月7日に合併契約書に調印し9月5日にそれぞれ臨時株主総会を開いて承認を得る運びであったが、同年8月に会社経理応急措置法が発令。大丸、白木屋とも特別経理会社に指定され、解除されない限り合併ができなくなった。白木屋は9月5日付けで特別経理会社除外申請が認められたが、国外の広範囲で事業を展開していた大丸は除外の認可が下りず、合併は実現せずに終わった。
大丸が本格的な店舗での再進出を果たすのは、戦後に入ってからである。東京駅八重洲口に民衆駅として建設される地下2階・地上12階、延床面積約49,500m2の鉄道会館ビルのうち26,400m2を賃借する契約を、株式会社鉄道会館との間で1952年3月5日に締結。当時の大丸社長の北澤敬二郎が日本経済新聞の『私の履歴書』に寄せた手記によると、「駅の建設に公債の発行は認められず、民間の資金を充てる民衆駅の制度しかなかった。東京駅八重洲口の建物は地上12階建ての東京都内最大規模で、小口の借主を募っていたのでは間に合わず、大口の店子を探していた。北澤がこの話を知ったのは1931年で、旧知の間柄であった長崎惣之助日本国有鉄道総裁に貸し出しを願い出た。駅舎の建設にあたり株式会社鉄道会館が設立され、人員整理で国鉄を退職した従業員の退職金を投資させ、安全な利殖を図ろうという総裁の思惑もあった。当時の大丸常務の田中盛和の市場調査によると、八重洲に店舗を開設した場合には有利な条件がそろっていることが分かった」旨を述べている。1954年10月20日、7600人の招待客を招いて開店。翌21日には開店時刻である10時の1時間前から八重洲口の広場を多くの来店客が埋め尽くし、20万人を越える入場者があった。1964年、夢の超特急と呼ばれた東海道新幹線が開通。その年の9月25日から10月14日にかけて、「夢の超特売」と題した開店10周年記念セールを行ったところ、初日には開店と同時に超満員となり入場制限をするほどの盛況であった。 1968年6月1日には地上7階から上層の増築が完成。地下1階から8階にかけて売場、9階が府県物産斡旋所と遊園場、10 - 12階が事務室となり、屋上遊園地「ダイマルスカイランド」もオープンした。1973年に、開店25周年記念行事を展開。メインとなる「サンパウロ美術館展」は、9月21日から10月10日までの会期を同月15日まで延長し、20万人の来場者があった。
記念行事やセールの際は以上のとおり、大きく集客していたものの、中規模店であり、客単価の低い旅行客などの利用が多かったため、1987年度まで長年赤字が続いた。巨大なキオスクと揶揄されるほど、三越や伊勢丹など他の都内の百貨店よりグレードが低いと評判で、1985年閉店の八王子店や1987年業態転換の町田店も合わせて東京から完全撤退するとの噂もあった。ただ、現状維持や撤退では新規採用や出店・海外事業に支障をきたしかねないと判断し、50億円から70億円の予算を投じて開業以来初となる大改装に着手することになった。1983年には開店30周年を機に全館リニューアルが行われ、地下1階と地上中2階・2 - 7階が4月21日、地下1階の食料品売り場と8階のレストラン街が10月20日にオープンした。1986年の地下食品売場の改装では「ほっぺタウン」の愛称を導入した。1991年3月19日の成田エクスプレス運行開始、同年6月20日の東北・上越新幹線東京駅乗り入れ開始を控え、1989年より改装計画を策定。1990年4月26日に全館グランドオープンした。これに先駆け、4月7日には12階の支店長室跡に大丸ミュージアムを開業している。

### グラントウキョウへの移転
2001年、JR東日本副社長の細谷英二から大丸に対し、東京駅の再整備計画の説明があった。老朽化した鉄道会館ビルの除却と、2棟の超高層ビルを建設する計画で、大丸は北側ビルに入居し売り場面積を拡大できる好条件である。2004年9月10日に起工式が行われ、2007年11月2日に第1期工事が完成。同6日に新たに建設された超高層ビル「グラントウキョウノースタワー」に移転オープンした。地下4階・地上43階建て、高さ200mのビルのうち大丸は地下1階から地上13階までを使用した。2003年に開業した札幌店で最小限の従業員数で顧客満足度を高めるノウハウを得ており、新たな東京店でも採り入れられた。鉄道会館ビル跡地の一部にノースタワーの増床部分が建設され、2012年10月5日にグランドオープン。売り場面積は移転前の1.4倍にあたる46,000m2となり、東急ハンズや石井スポーツなど、集客力のあるテナントを導入した。

## 業績
J.フロント_リテイリング株式会社第15期定時株主総会招集通知に記載された事業内容によると、2021年3月 - 2022年2月の大丸東京店の売上高は476億15百万円であった。大丸松坂屋百貨店が運営する松坂屋上野店は208億94百万円で、2倍余りの開きがある。近隣の日本橋・銀座地区の競合店の売上は、2021年度の三越日本橋本店が1144億86百万円、銀座店が565億60百万円。高島屋日本橋店は1239億99百万円、松屋銀座店は544億40百万円であった。

## 店舗

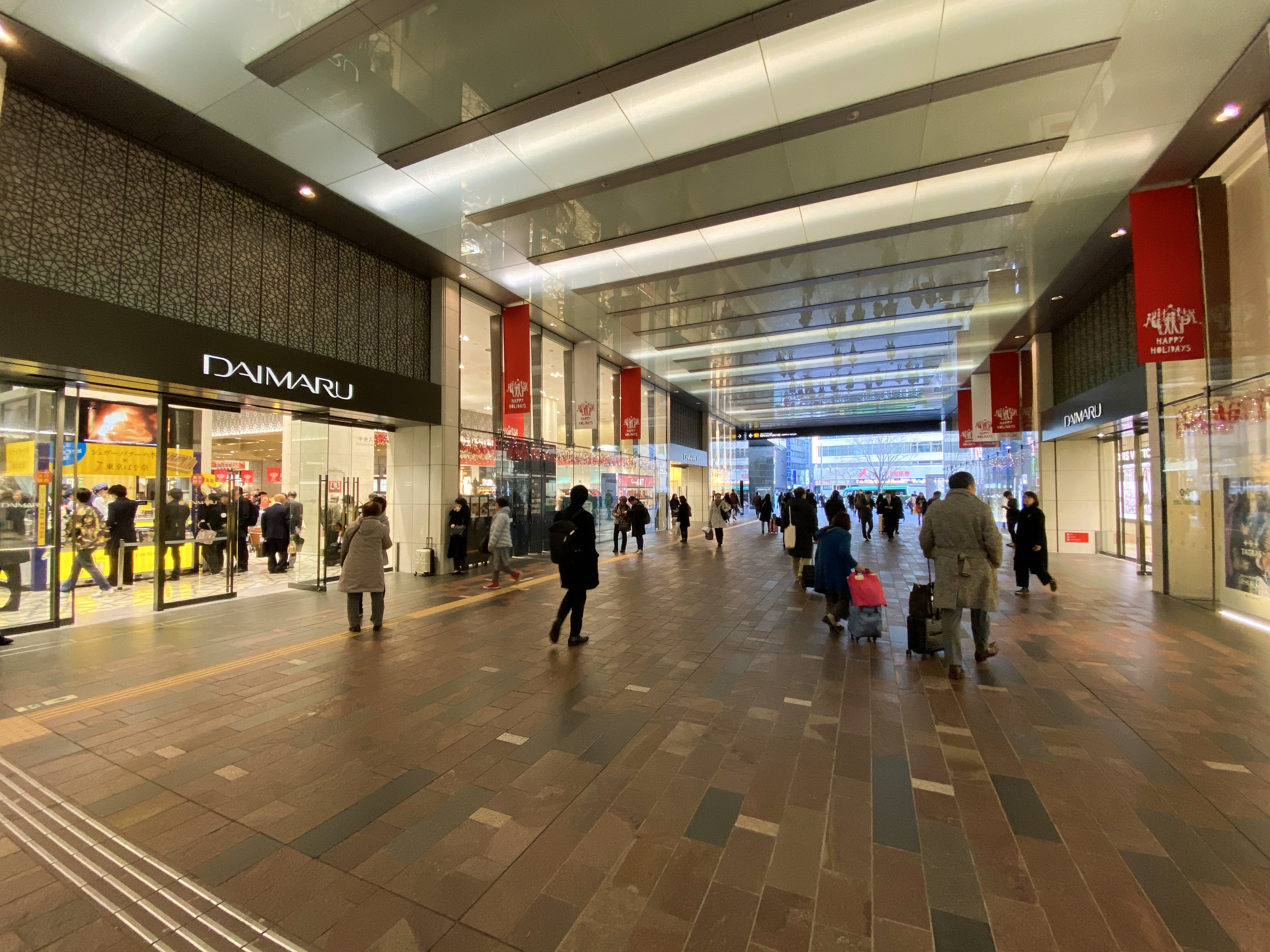
東京駅と外堀通り方面を結ぶ通路

東京駅八重洲北口のグラントウキョウノースタワーの地下1階から地上13階に入居する。地上1階には改札口方面と外堀通り方面を結ぶ通路があり、その北側および地下1階が食料品売り場。ターミナル立地の場所柄、1階には東京の土産菓子、地下には1000種類あまりの弁当を取り揃える。3 - 6階が婦人服・婦人雑貨、7・8階が紳士服、9階がリビング用品や子供服、10階が呉服・宝飾品、11階がゴルフ用品売場や催事場となっており、12・13階はレストラン街である。テナントとして8 - 10階南側にハンズ、11階南側には石井スポーツがある。地下フロアでは八重洲地下街に接続しているが、運営会社である八重洲地下街株式会社もJ.フロント リテイリングの持分法適用会社である。
（最新の売場構成はフロアガイドを参照）